# South Pasadena (Florida)
South Pasadena è un comune degli Stati Uniti d'America, situato in Florida, nella contea di Pinellas.